# ガイバ (イタリア)
ガイバ（伊: Gaiba）は、イタリア共和国ヴェネト州ロヴィーゴ県にある、人口約900人の基礎自治体（コムーネ）。

## 地理

### 位置・広がり

#### 隣接コムーネ
隣接するコムーネは以下の通り。括弧内のFEはフェラーラ県所属を示す。
- バニョーロ・ディ・ポー
- フェッラーラ (FE)
- フィカローロ
- スティエンタ

### 気候分類・地震分類
ガイバにおけるイタリアの気候分類 (it) および度日は、zona E, 2338 GGである。
また、イタリアの地震リスク階級 (it) では、zona 3 (sismicità bassa) に分類される。

## 姉妹都市
- Alwernia、ポーランド
- コッレーニョ、イタリア
- ロッケッタ・サンタントーニオ、イタリア